# Maçanet de Cabrenys
Maçanet de Cabrenys ist eine spanische Gemeinde in der Comarca Alt Empordà in Katalonien.

## Geographie
Maçanet de Cabrenys liegt am Fuß des östlichen Ausläufers der Pyrenäen. Die Flüsse Arnera und Rinadal, so wie der GR-11 Trekking-Pfad durchqueren das Gebiet. Im Süden und Südosten grenzt es an die Gemeinden Albanyà und Sant Llorenç de la Muga, im Osten an die Gemeinden La Vajol und Darnius und im Norden an Costoja, Sant Llorenç de Cerdans, Reiners, Els Banys d’Arles, Palaldà, Céret, Morellàs und Les Illes.

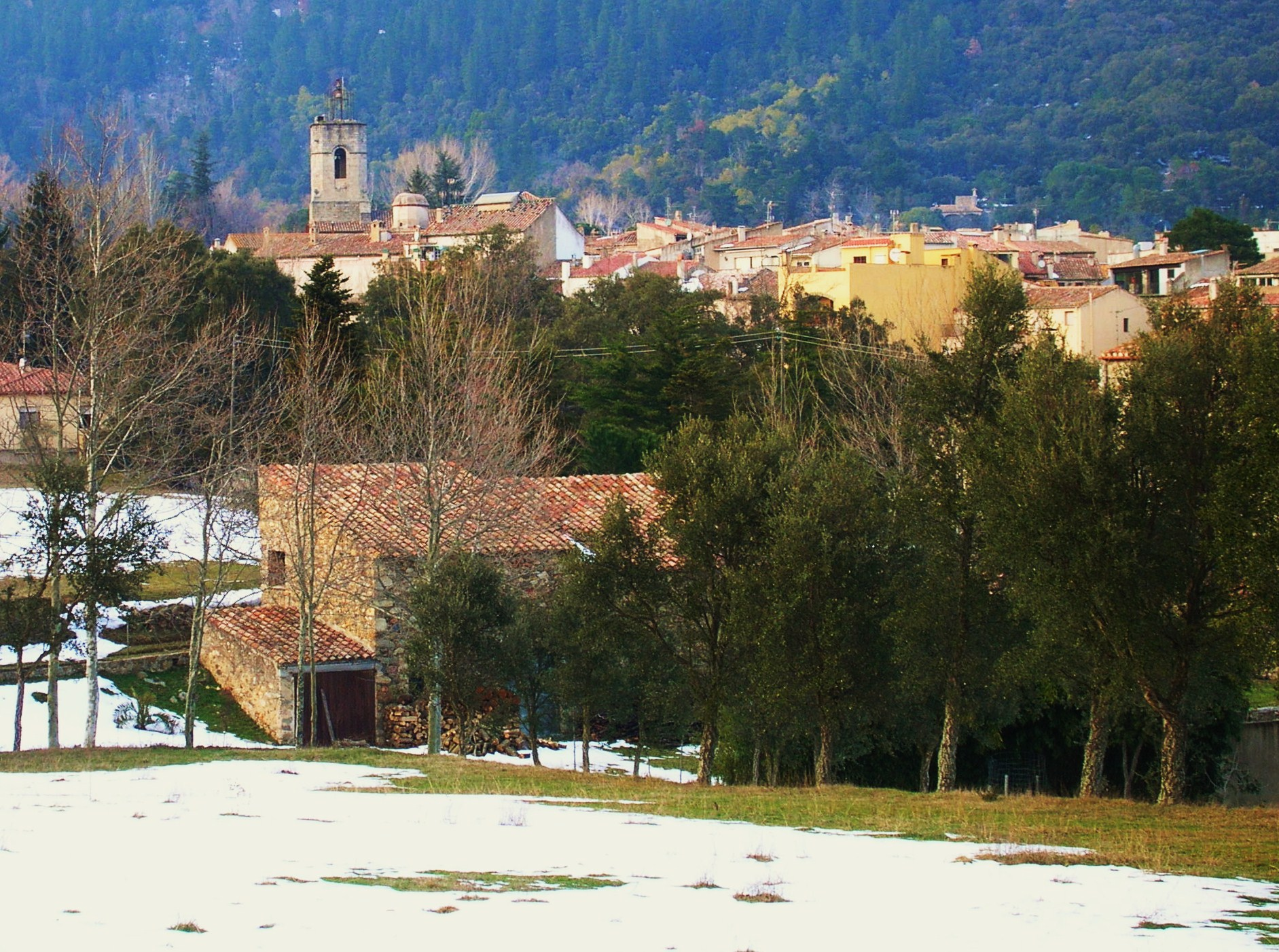
Maçanet de Cabrenys im Winter

## Gemeindegliederung
Die Gemeinde besteht aus den folgenden Ortsteilen:
- Arnera
- Les Creus
- Maçanet de Cabrenys
- Les Mines
- Les Salines
- Tapis
- Els Vilars
- Oliveda

## Bevölkerungsentwicklung
| Jahr      | 1717 | 1787  | 1857  | 1887  | 1910  | 1920  | 1930  | 1940  | 1950  | 1960 | 1970 | 1981 | 1990 | 2000 | 2009 |
| --------- | ---- | ----- | ----- | ----- | ----- | ----- | ----- | ----- | ----- | ---- | ---- | ---- | ---- | ---- | ---- |
| Einwohner | 453  | 1.484 | 1.832 | 1.609 | 1.641 | 1.537 | 1.273 | 1.061 | 1.134 | 926  | 872  | 800  | 718  | 664  | 729  |

## Geschichte
Im letzten Jahrhundert wurden in der Nähe des Arnera-Flusses neolithische Äxte gefunden, sowie der Menhir de la Pedra Dreta (‚Menhir des stehenden Steins‘). Sie zeigen, dass das Arnera-Tal schon seit prähistorisches Zeit bevölkert war. Die erste schriftliche Erwähnung des Namens Maçanet fand man in einem Dokument von König Ludwig den Frommen aus dem Jahre 814, in dem geschrieben stand, dass sich Maçanet südlich von Céret befindet – „villam quae dicitur Macanetum“.
Im Jahre 954 schenkte Landgraf Guifré II. von Besalú dem Kloster Sant Pere de Camprodon ein Stück Land, das zur Dorfgemeinde Tapis gehörte, um dort die Kirche Mare de Déu de les Salines (‚Kirche der Gottes Mutter der Salzbergwerke‘) zu bauen. Im Jahre 1440 wurde de Cabrenys zum Ortsnamen Maçanet hinzugefügt, da diese Gemeinde zur Grafschaft Cabrenys gehörte. Die Cabrenys stammten von der einflussreichen Familie Rocabertí ab. 1553 fiel die Hälfte der Einwohner der schwarzen Pest zum Opfer. Im Juli 1675 plünderte Generalleutnant Le Bret mit 1500 Soldaten den Ort.

## Wirtschaft
Ursprünglich gab es in der Gemeinde neben traditioneller Landwirtschaft einige Betriebe der Textil- und Eisenindustrie sowie Flaschenkorkfabriken und eine große Pfeifenfabrik. Heute wird das Haupteinkommen der Gemeinde mit Tourismus und der Bauwirtschaft erzielt. Von der Font de les Creus (‚Quelle der Kreuze‘) wird Quellwasser abgefüllt das zum Mineralwasserkonzern Vichy Catalán gehört.

## Baudenkmäler

### Església de Sant Martí
Die Església de Sant Martí (Kirche St. Martin), aus dem 12. oder 13. Jahrhundert, gehört zur spätromanischen Kunst. Sie besteht aus einer einzigen rechteckigen Halle mit einem gebogenen Gewölbe und einer halbrunden Apsis. Den Eingangsbereich bilden vier Steinbögen, die einen Halbkreis bilden. Das Eingangstor selbst ist aus Holz und mit Eisenfiguren aus der mittelalterlichen Zeit geschmückt.

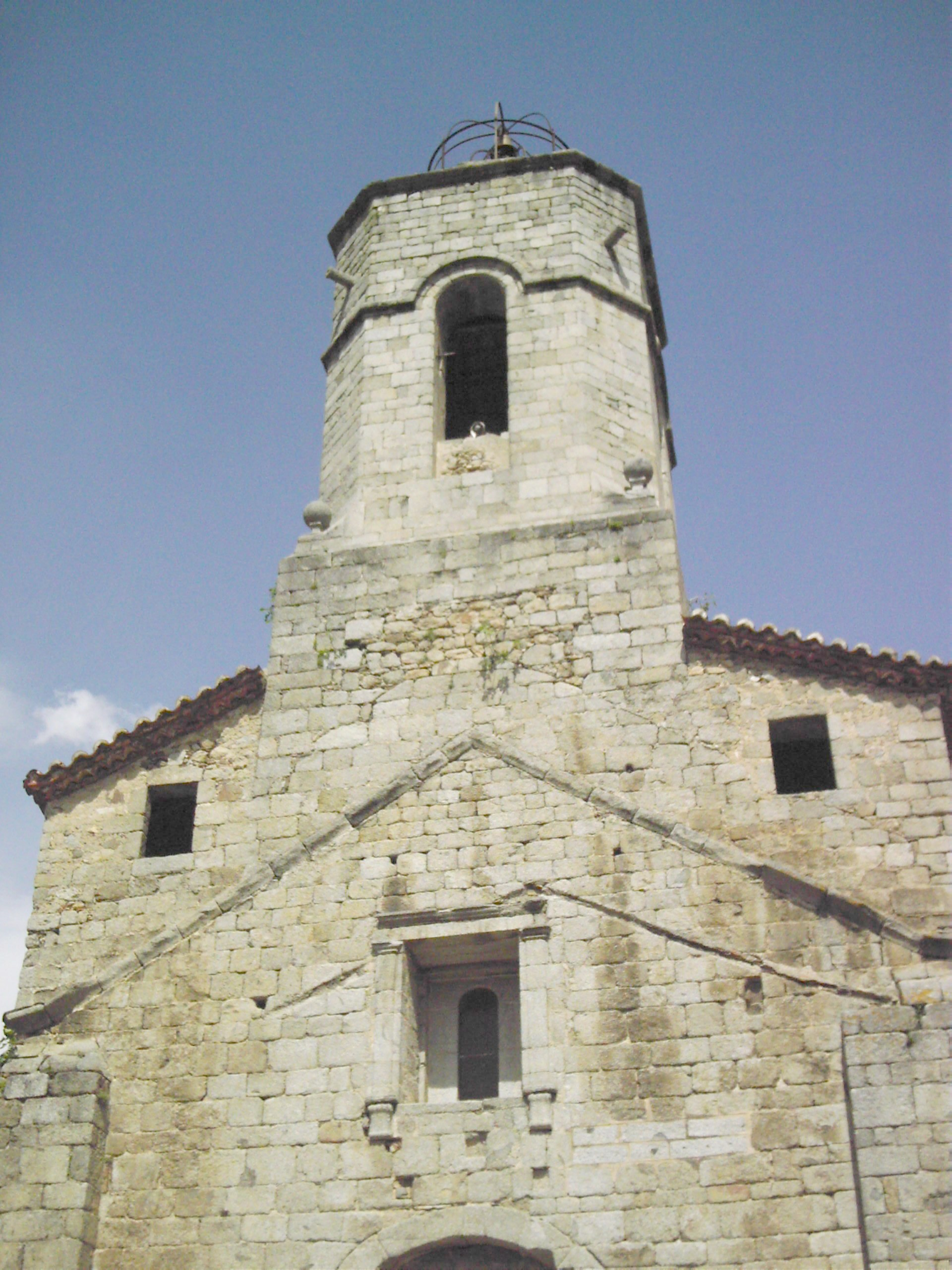
Fassade der Kirche
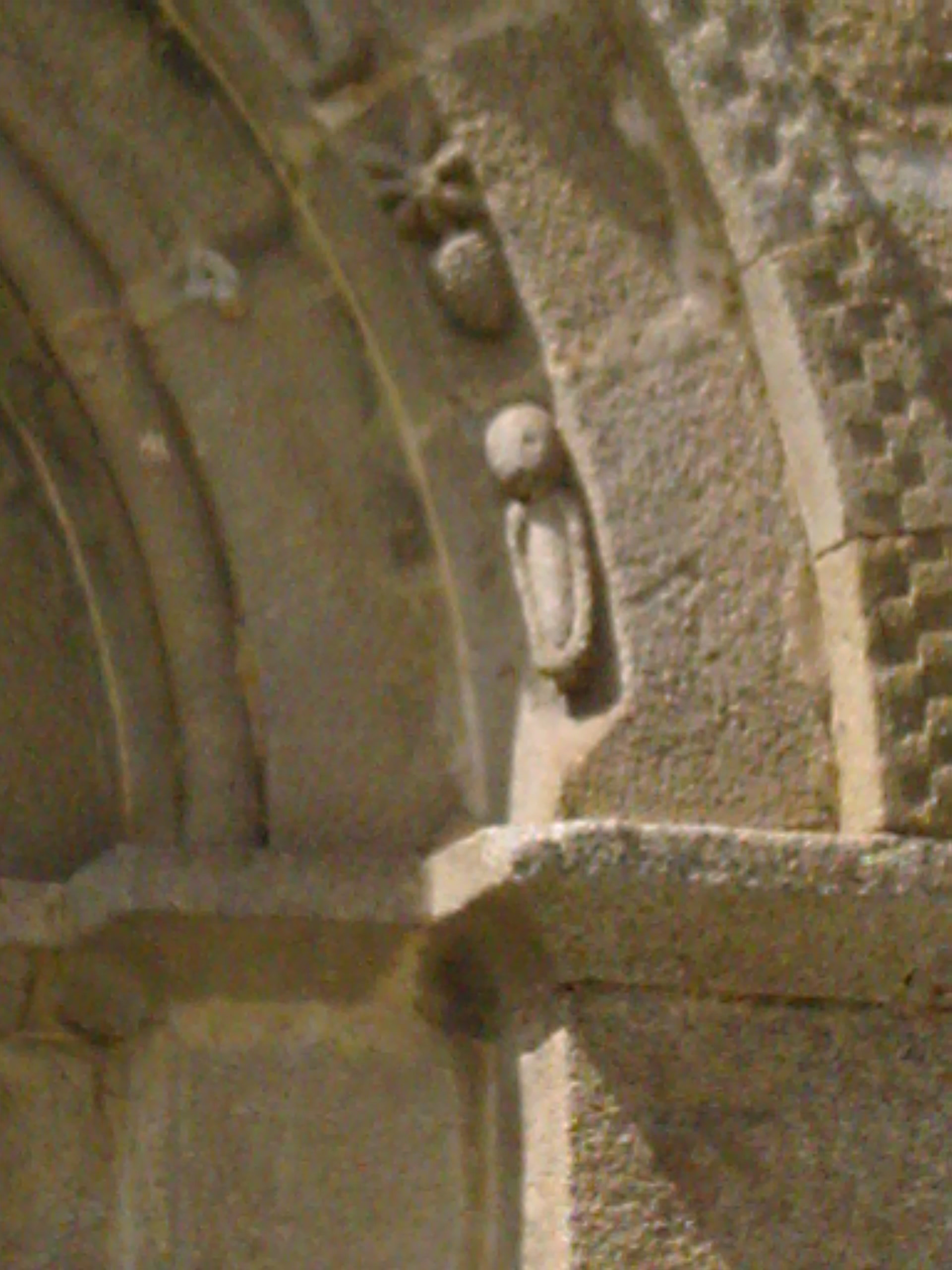
Ausschnitt von dem Tor
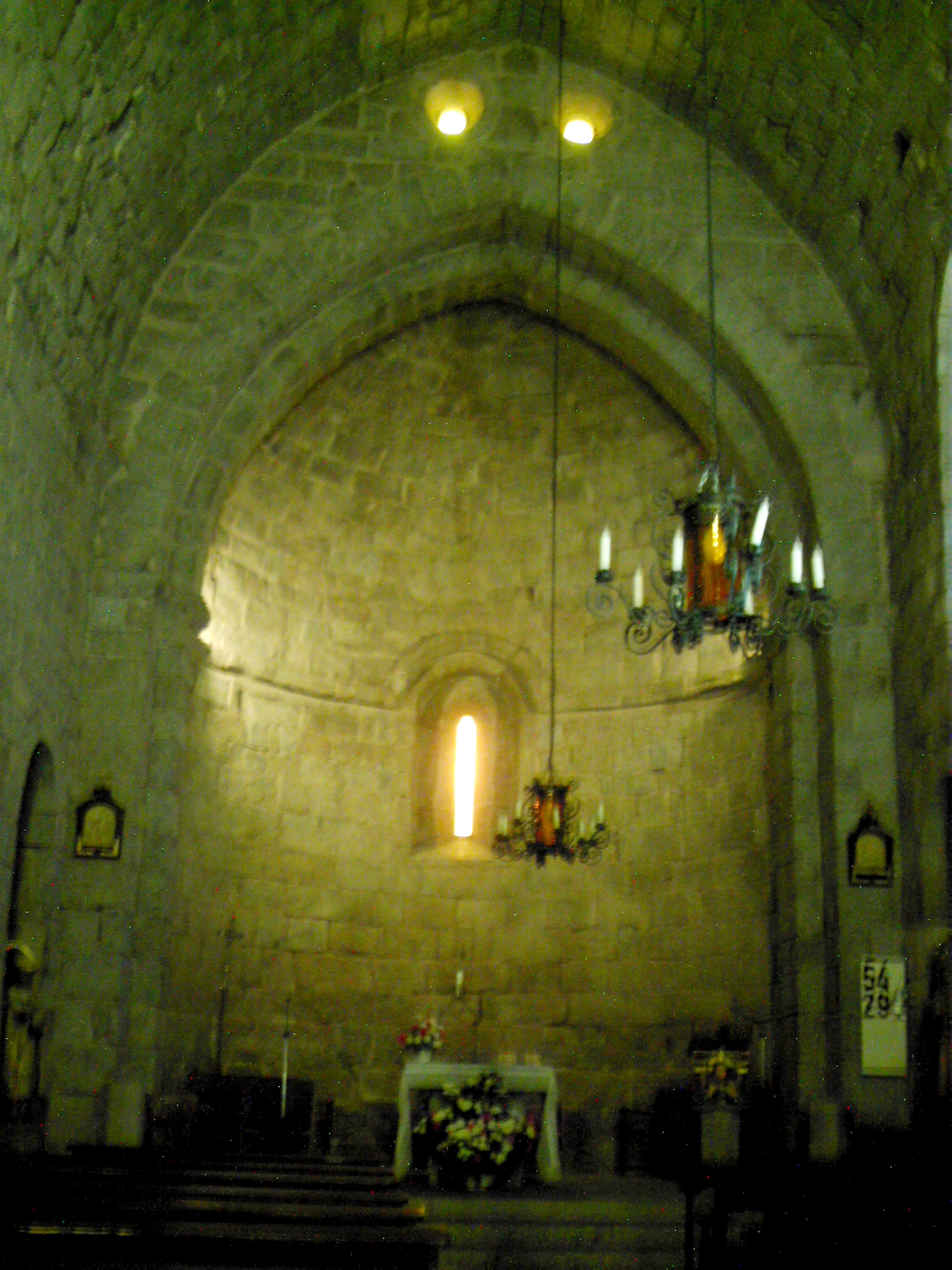
Kirchenkapelle
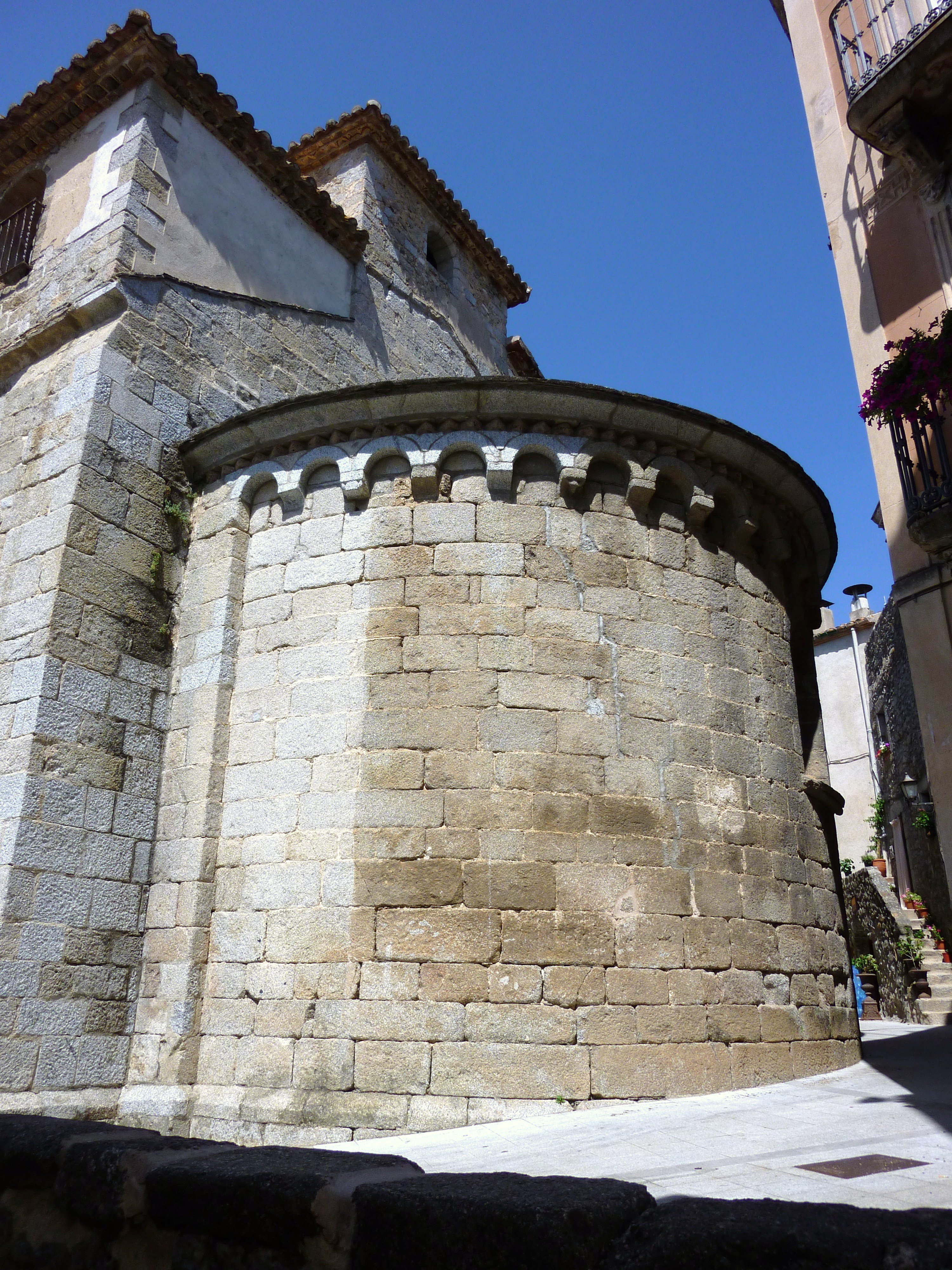
Apsis

### Capella de Sant Sebastià
Die Capella de sant Sebastià (‚Kapelle des Heiligen Sebastian‘) wurde Ende des 16. Jahrhunderts nach Ausbruch der schwarzen Pest erbaut. Im 18. Jahrhundert wurde die Kapelle renoviert.

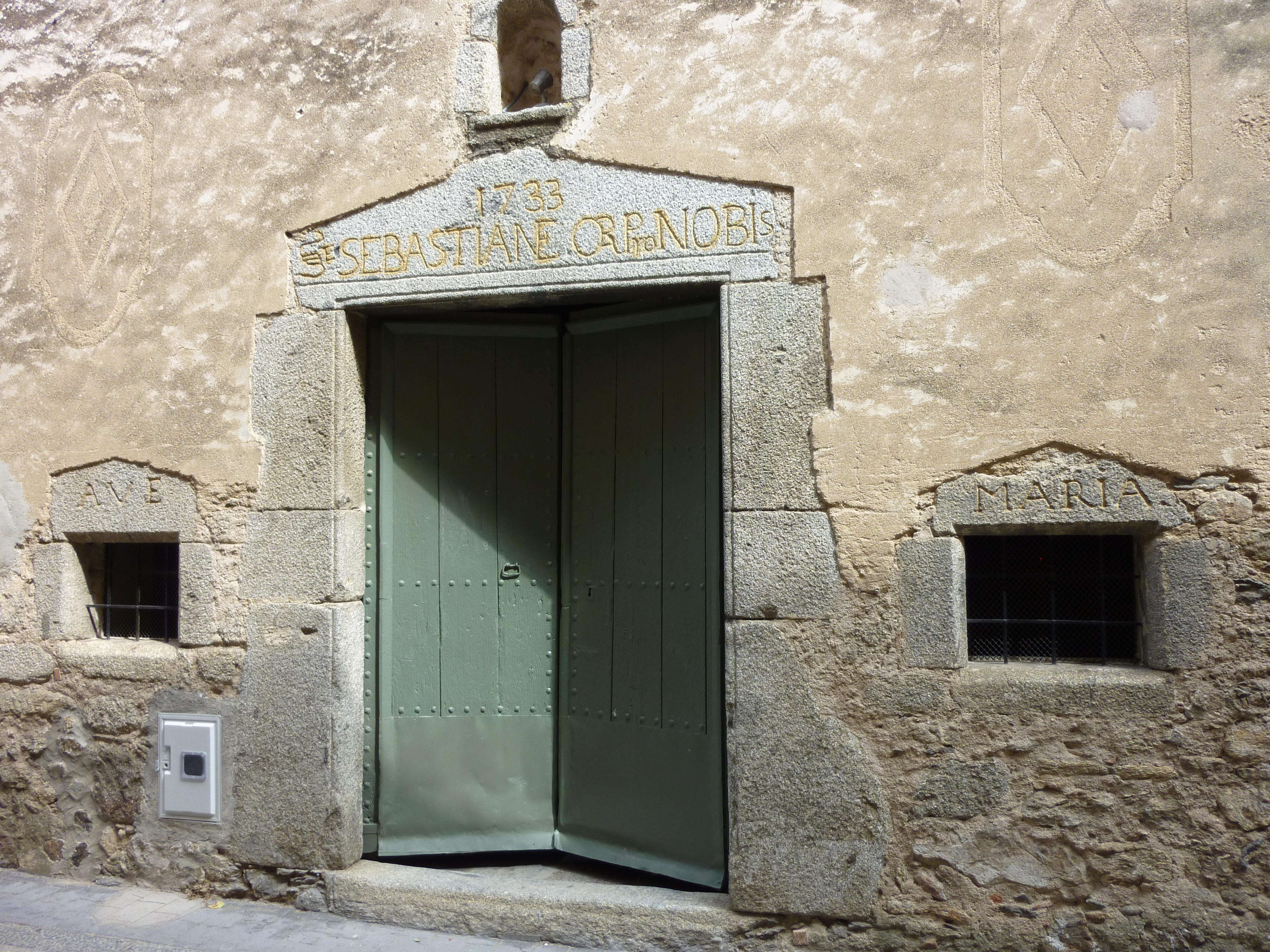
Kapellenfassade
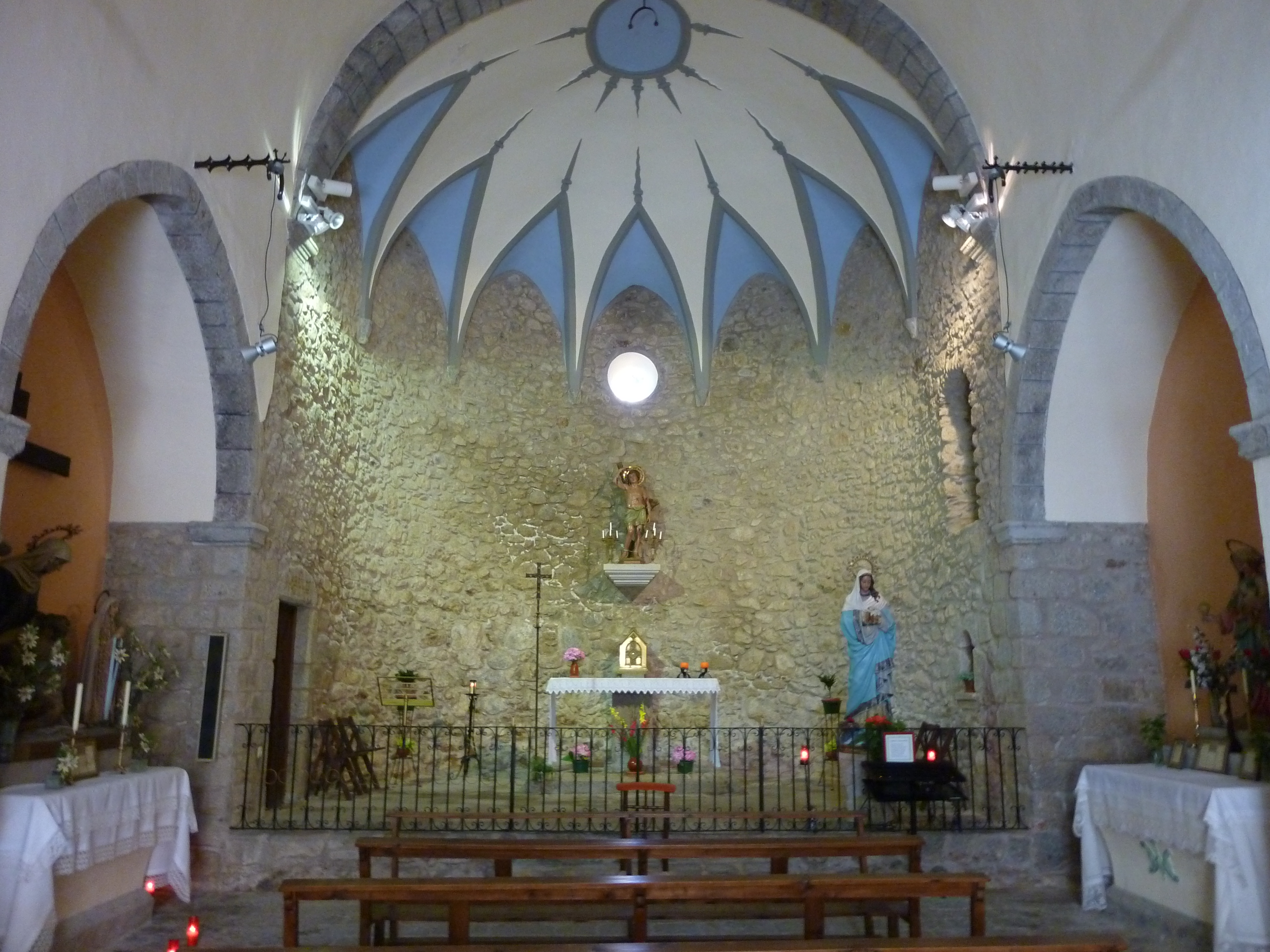
Innenraum der Kapelle
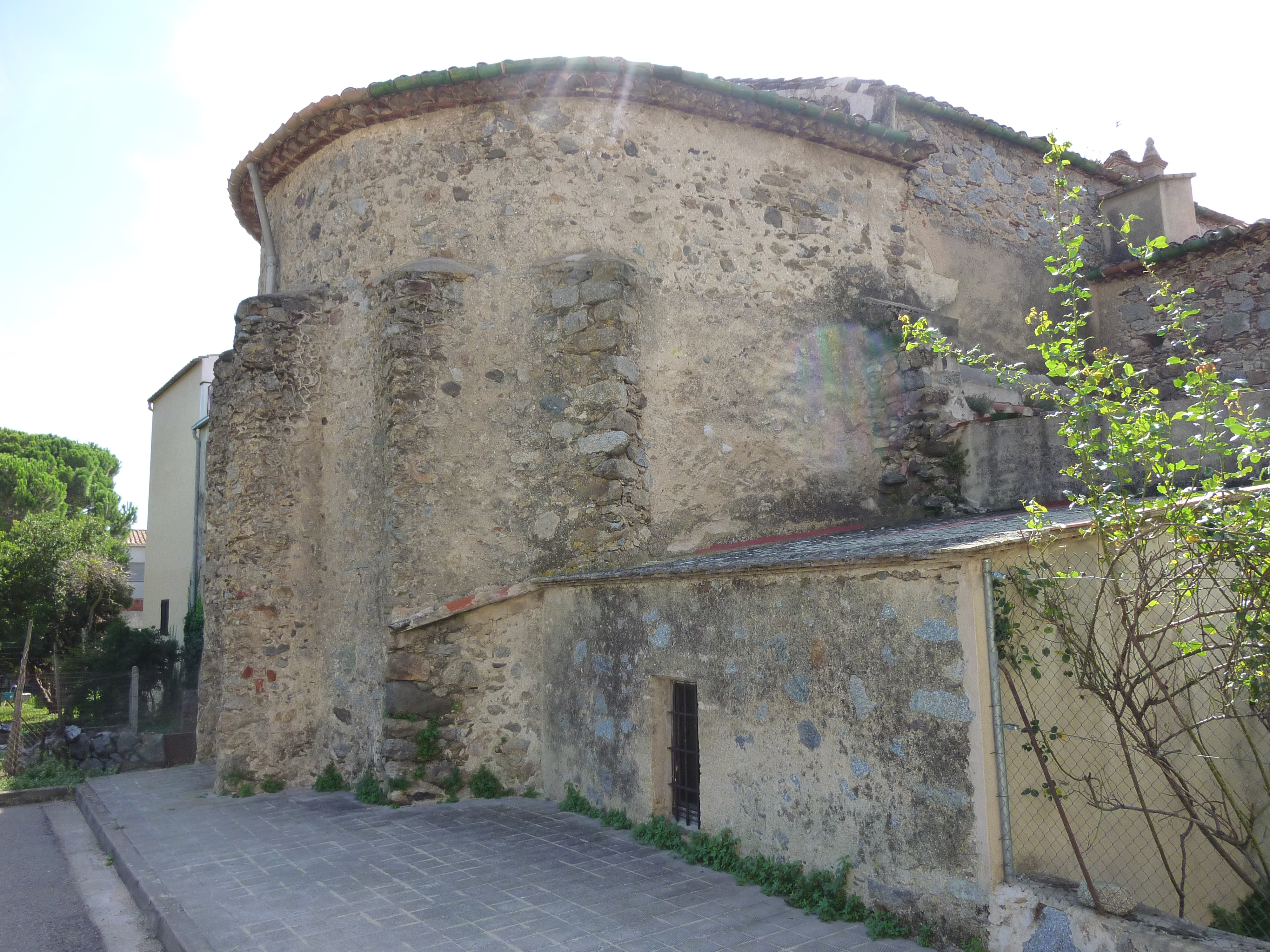
Altarbereich

### Santuari de Les Salines
Das Santuari de la Mare de Déu de les Salines (‚Heiligtum der Mutter Gottes der Salzbergwerke‘) liegt unterhalb einer 1100 Meter hohen Bergspitze, die den gleichen Namen trägt. Das Santuari liegt 15 Kilometer vom Ort entfernt, es wurde im Jahre 1271 erbaut, und im 18. Jahrhundert renoviert.

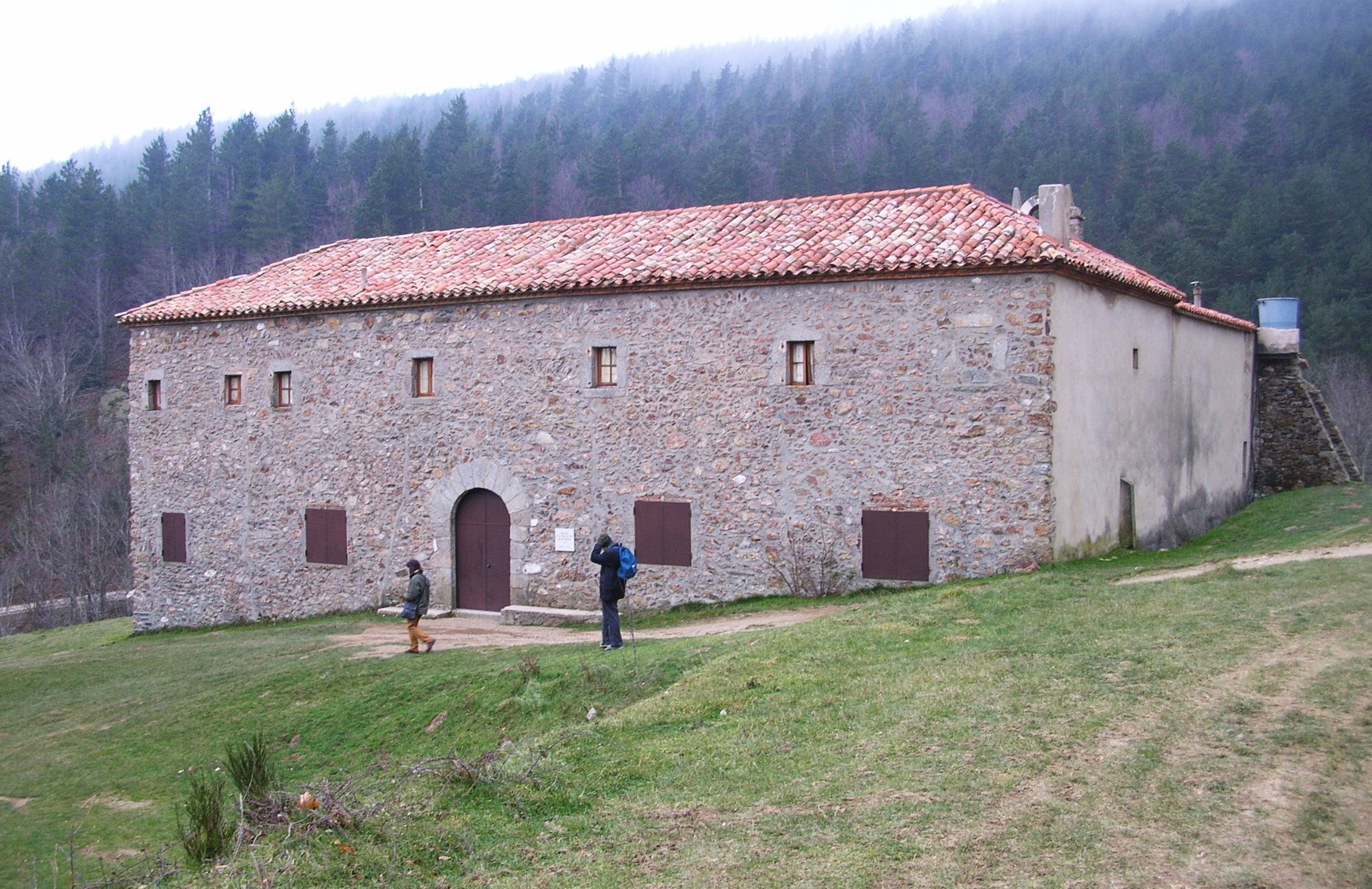
Fassade der Kirche des Salzbergwerks
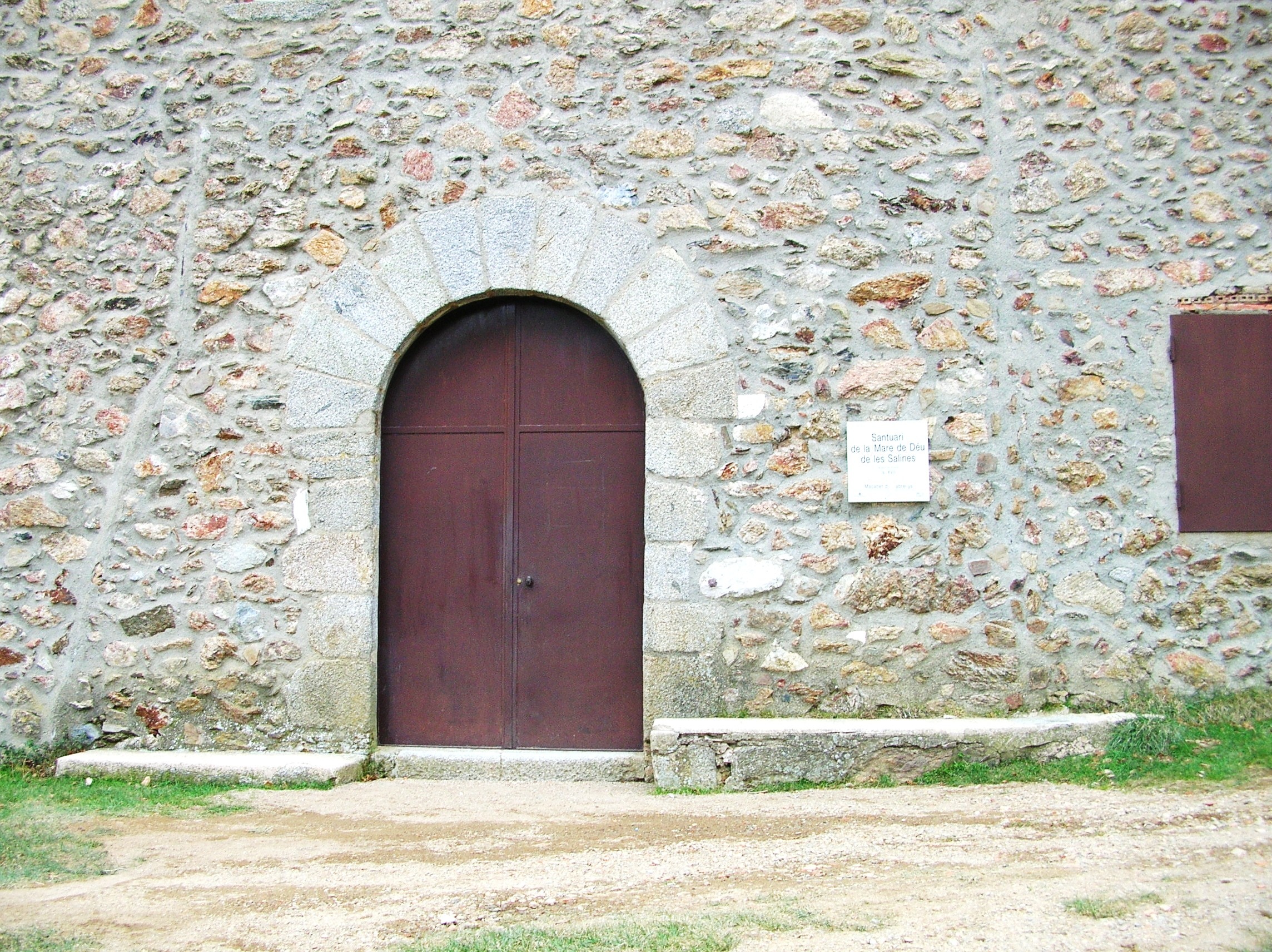
Kirchentor des Salzbergwerks
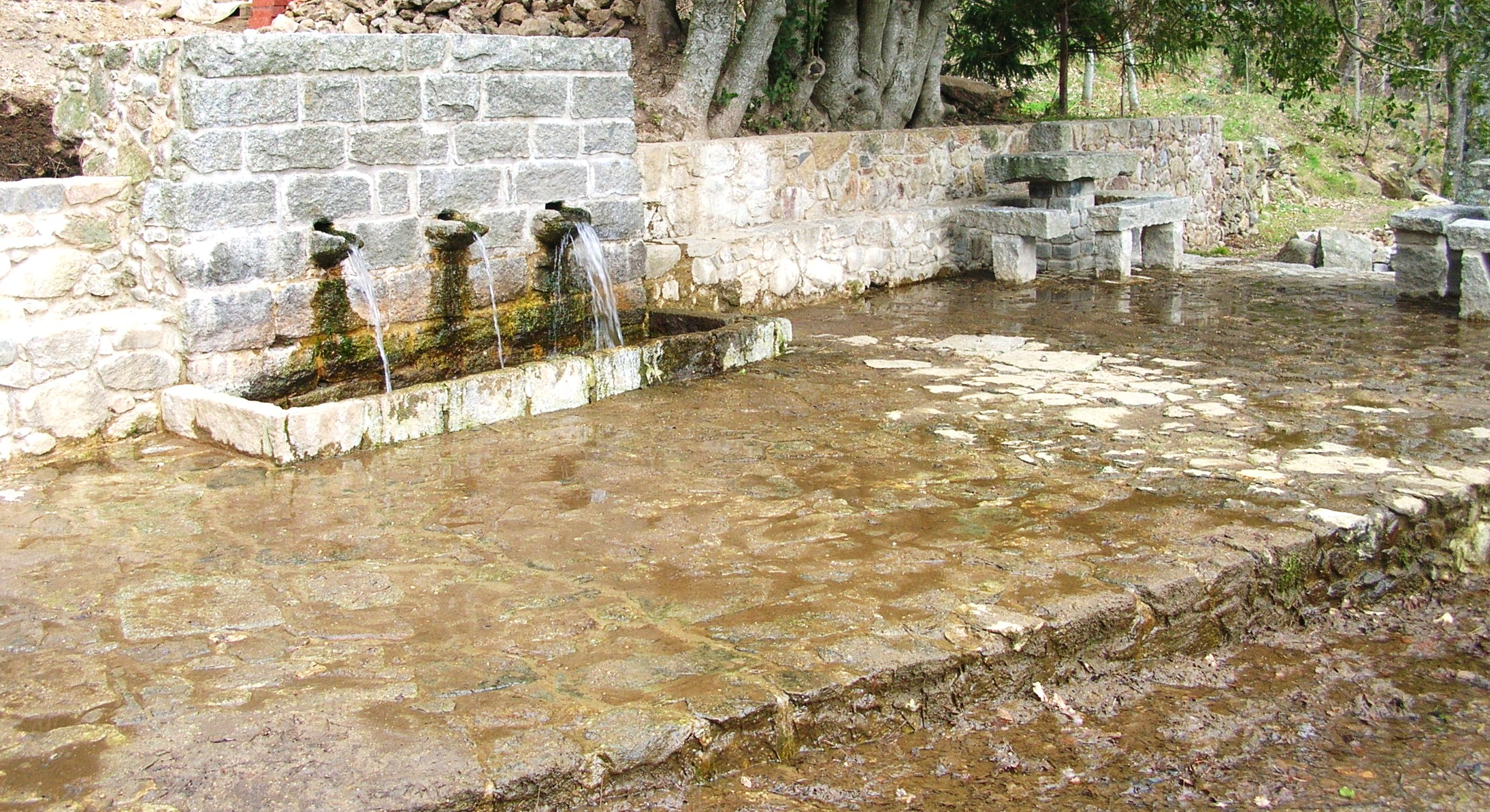
Der Drei-Strahlen-Brunnen bei der Kirche des Salzbergwerks

### Der Hammer des Roland
Im Jahre 1834 wurde direkt in der Mitte des Gemeindeplatzes der sogenannte „Hammer des Roland“, des karolingischen Ritters, verewigt. Es ist ein massiver mehr als fünf Meter hoger Eisenstab. Der sich am oberen Ende befindende Ring diente früher als Lampenträger. Der Hammer des Roland wurde in einer alten Eisengießerei in der Nähe des Arnera Flusses hergestellt. Eine Legende sagt, dass der Hammer von Roland selbst von der Brücke in Ceret hinabgeworfen wurde. Eine andere Legende besagt, Roland hätte den Hammer von der Burg Cabrenys in Vallespir geworfen und gesagt: „Dort wo der Hammer hinfällt, da soll Maçanet von Cabrenys entstehen“.

### Der stehende Stein
Der stehende Stein ist ein Menhir, der von den Einwohnern La Pedra dreta (‚Der stehende Stein‘) genannt wird. Er befindet sich zwei Kilometer vom Ort entfernt.

## Tapis

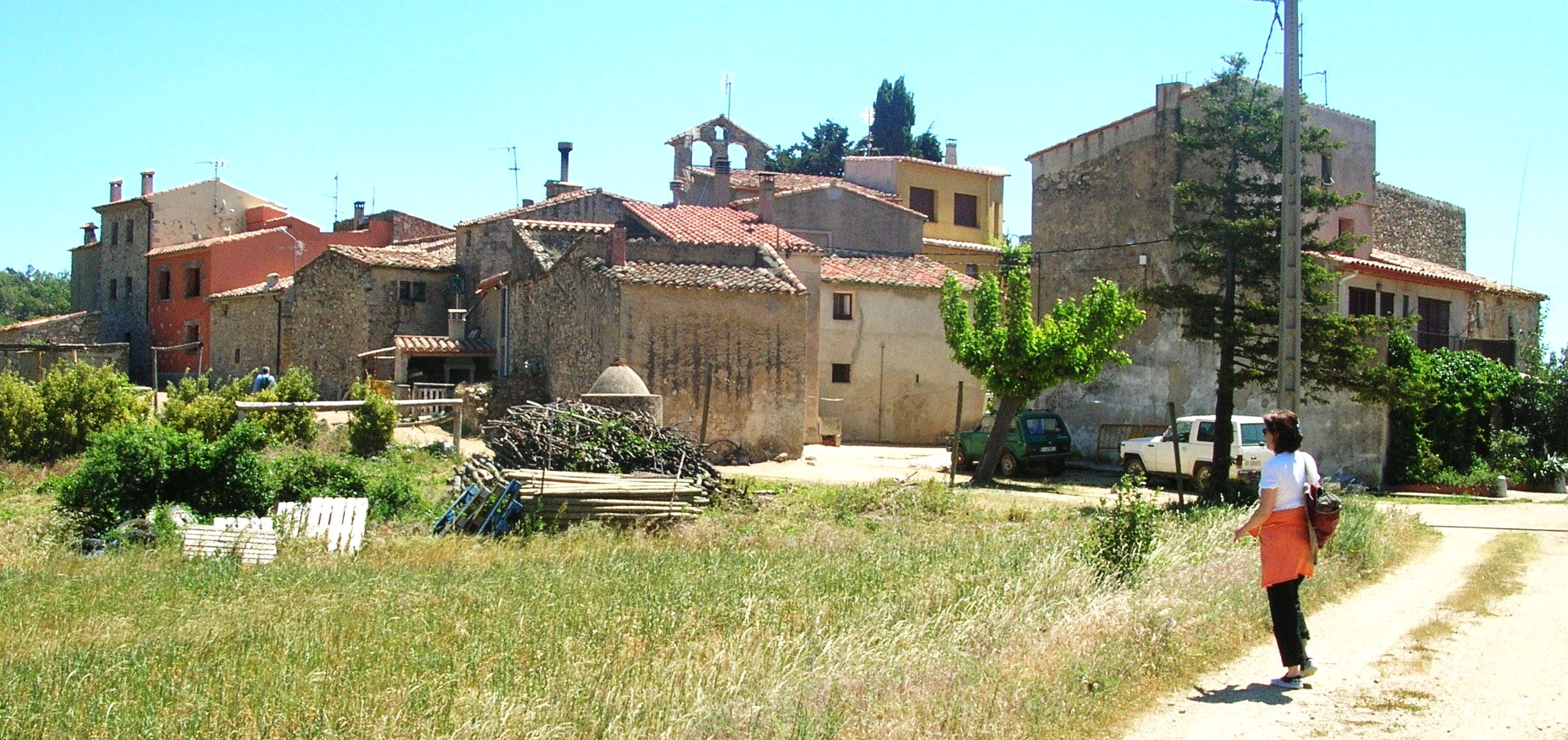
Tapis, gesehen von der Straße zwischen Costoja und Maçanet de Cabrenys

Tapis ist ein kleines Dorf, das zur Gemeinde Maçanet de Cabrenys gehört. Der Name Tapis wurde zum ersten Mal im Jahre 954 in einer Aufzeichnung erwähnt. Im Jahre 2005 hatte das Dorf nur 25 Einwohner.

### Sant Briç
Die Kirche Sankt Briç in Tapis wurde Ende des 12. oder Anfang des 13. Jahrhunderts erbaut. Am Ende der inneren Kirchenhalle befinden sich zwei kleine Kapellen, die mit der großen Halle ein Kreuz bilden. Der Altarbereich am Hallenende wird durch einen mandelförmigen doppelten Bogen verbunden. Die schmalen Bögen, die Proportionen, der Stil und die Struktur der abschließenden Säulenenden des Eingangstores sind typische Erkennungsmerkmale der letzten Etappe der romanischen Kunst in Katalonien.

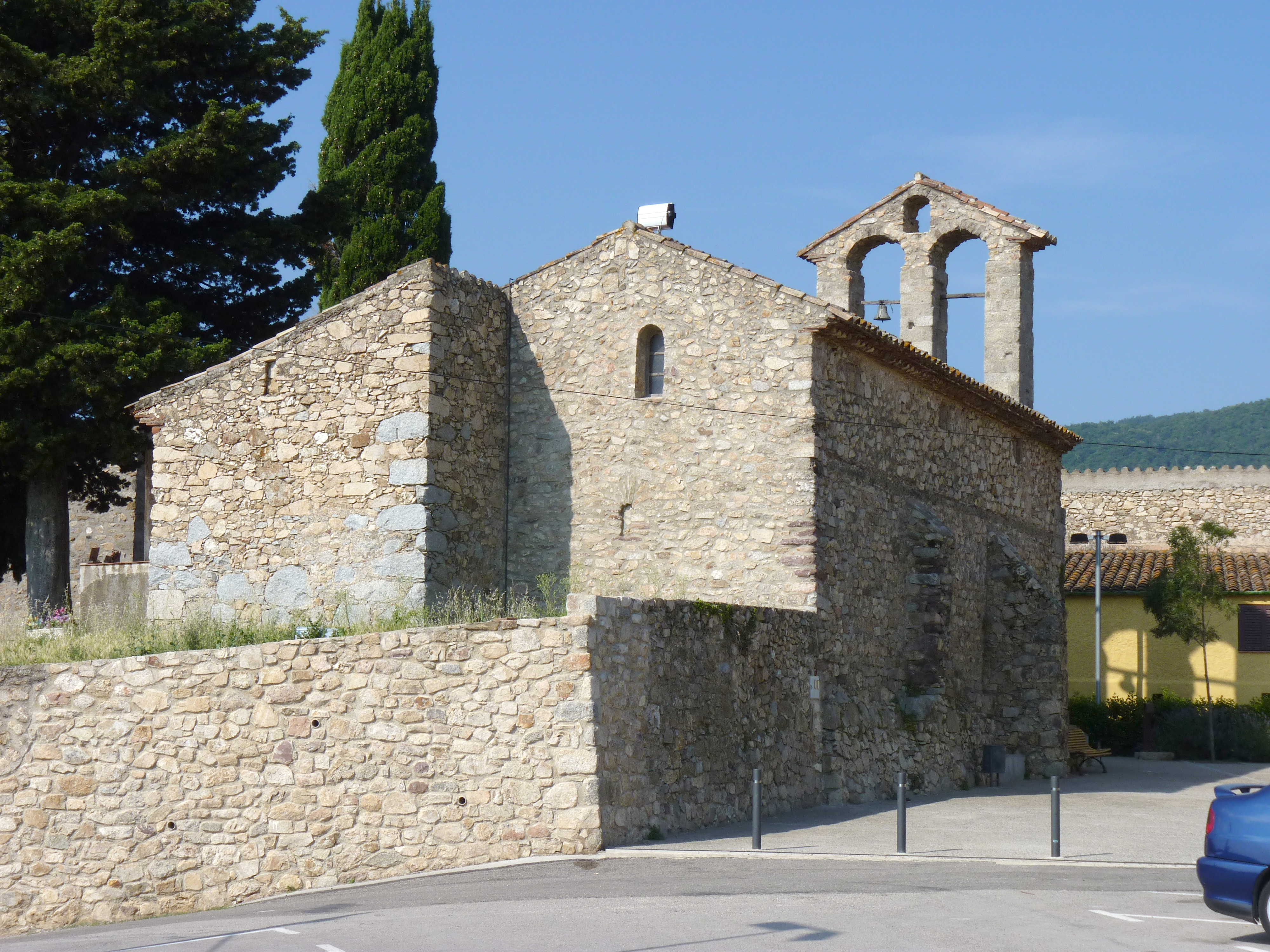
Kirche Sankt Briç
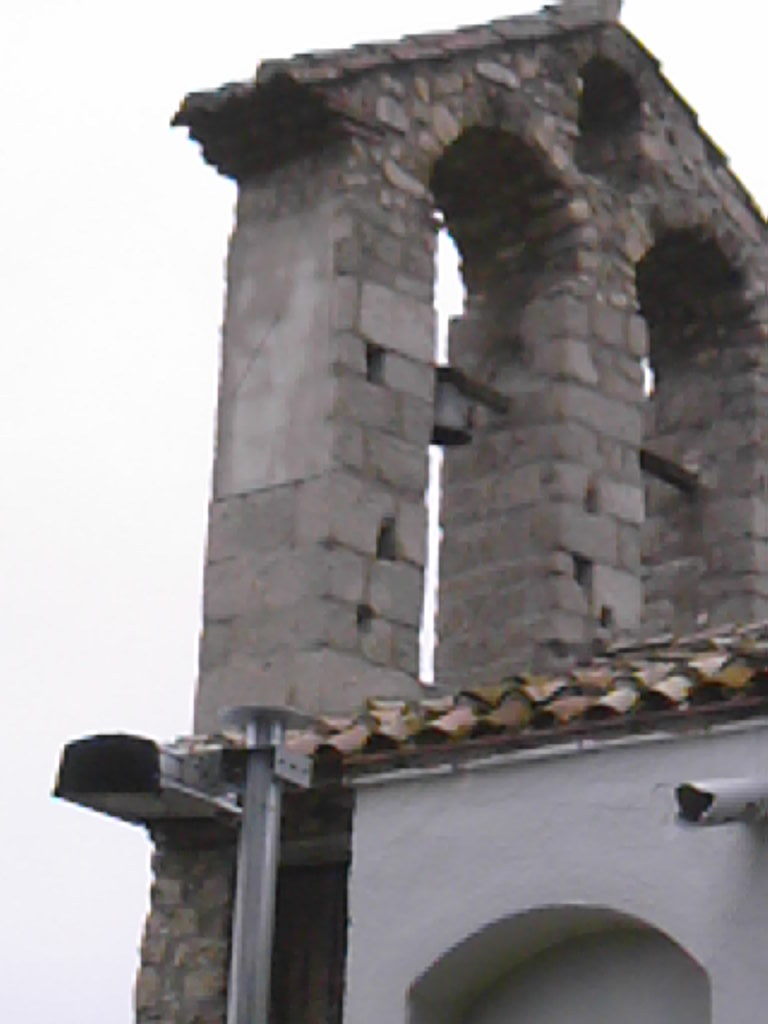
Glockenturm
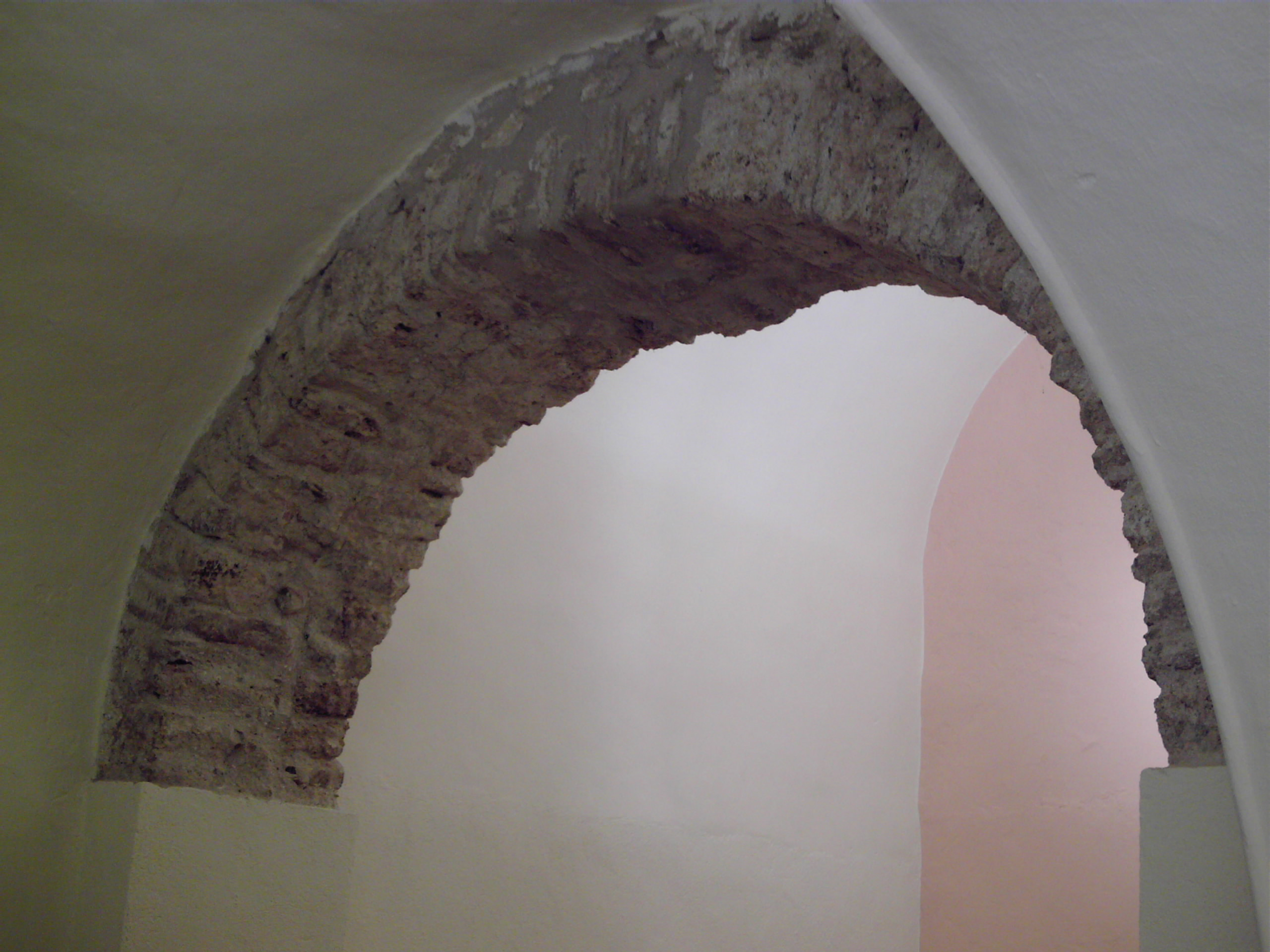
Kirchenbogen
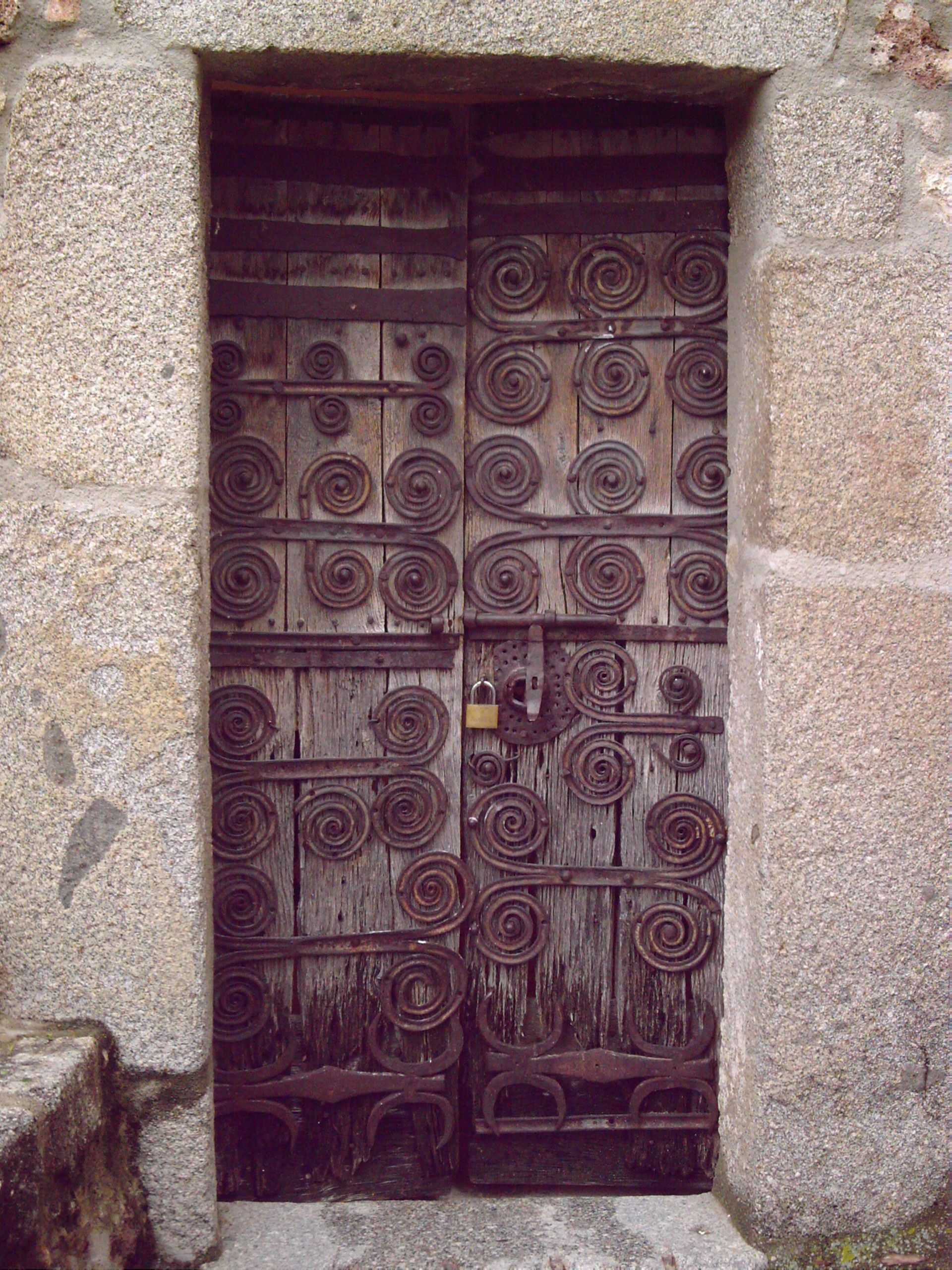
Kirchentor

## Berge bei Maçanet de Cabrenys
| - Roc de Frausa. - Roc del Comptador. - Roc de la Campana. - Castell de Bac Grillera. - Puig d'Avall. - Puig del Boixer. - Puig Brosser. - Puig de Calabuig. - Puig del Coll dels Pins. - El Cornell. | - Puig de la Creu. - La Creu del Canonge. - El Moixer. - Puig de l'Evangeli. - Puig del Faig. - Puig Falcó. - Puig Farner. - Puig de la Guàrdia. - Puig de la Jana. - Roca Saquer. | - Puig de la Màquina. - Puig de Milà. - Puig de les Pedrisses. - Puig de la Quera. - Roc de la Sentinella. - Roc del Pou. - Rocacinta. - Puig de les Roques. - Puig de Rovirós. - Puig del Solà de Sant Pere. |

## Ortsfeste
Am ersten Sonntag im Juli wird das Ortsfest von Maçanet de Cabrenys gefeiert und am 11. November das Fest für den Heiligen Martin von Tours, dem Schutzpatron der Gemeinde.